# Christopher Wilder
Christopher Bernard Wilder (13 de marzo de 1945 – 13 de abril de 1985), también conocido como Christopher Wilder y "The Beauty Queen Killer", fue un asesino en serie y asesino itinerante estadounidense nacido en Australia. Secuestró y agredió sexualmente al menos a doce mujeres y adolescentes, matando al menos a ocho de ellas, durante un recorrido de casi dos meses a través de los Estados Unidos en 1984. Su serie de asesinatos comenzó en Florida en febrero de 1984, y continuó a través del resto de EE. UU. antes de ser asesinado durante un forcejeo con la policía de Nuevo Hampshire el 13 de abril de 1984.
Se ganó el apodo de "The Beauty Queen Killer" (el asesino de la reina de belleza) a consecuencia de sus crímenes.

## Vida en Australia
Christopher Wilder nació el 13 de marzo de 1945 en Sídney (Australia). Hijo de un oficial de la marina de los Estados Unidos y de una australiana, estuvo cerca de morir durante su nacimiento. A los dos años estuvo de nuevo cerca de morir al caer a una piscina. Su infancia fue tranquila hasta su primera agresión conocida; fue arrestado a los 17 años con un grupo de amigos por violar a una adolescente en una playa de Sídney. Se declaró culpable y fue encerrado un año, en el cual recibió terapia de electrochoque. El resultado no fue el esperado por las autoridades, ya que a partir de entonces se exacerbaron las tendencias violentas de Wilder. Se conoce que había casi memorizado el texto de la novela de 1963 El coleccionista de John Fowles, en la que un hombre mantiene a una mujer en su sótano retenida en contra de su voluntad hasta que ella muere. Después de su muerte, una copia de la novela fue encontrada entre sus pertenencias. Con la idea de compartir sus sueños, Wilder se casó a los 23 años. Sin embargo, el matrimonio duró sólo ocho días, tiempo suficiente para que su pareja se diera cuenta de que el individuo tenía un lado oscuro que se materializaba a través de violaciones, como la que sufrió una enfermera, amiga de su fugaz esposa.

## Vida en Estados Unidos
En 1970 dejó atrás su pasado en Australia y viajó a Estados Unidos, asentándose en Boyton Beach (Florida). Tras colocarse en una empresa constructora como contratista, Wilder hizo una fortuna considerable tras adquirir unas propiedades. Comenzó a participar como piloto en carreras automovilísticas, obteniendo un respetable 17.º puesto en el Gran Premio de Miami, y a practicar la fotografía. Tras esta apariencia de éxito en los negocios, sin embargo, vivía una doble vida. Wilder entró y salió de los juzgados, afrontando diversos cargos relacionados con su conducta sexual. 
En 1974, Wilder prometió a una mujer joven de Boca Ratón un contrato de modelo, la atrajo a su camión para una sesión fotográfica y la violó. Actuaría de una manera similar en su cadena de violaciones y asesinatos de 1984. Normalmente, atraía a sus posibles víctimas, adolescentes o mujeres jóvenes que buscaban entrar en el mundo del modelaje, con falsas promesas de sesiones fotográficas que les darían la opción de obtener un contrato.
En 1980, una estudiante lo acusó de haberla drogado para abusar de ella, pero él manifestó que no la había forzado y quedó libre tras pagar una fianza. Pese a sus numerosos arrestos, no llegó a ser encarcelado por ninguno de estos supuestos delitos.

## Regreso a Australia
Mientras visitaba a sus padres en Australia en 1983 se presentaron cargos contra Wilder. Según la acusación, agredió sexualmente a dos chicas de 15 años a las que forzó a posar desnudas. Sus padres pagaron la fianza y se le permitió retornar a Florida, pues el juicio no estaba previsto que comenzara hasta abril de 1984.

## Serie de asesinatos

### Florida y Georgia

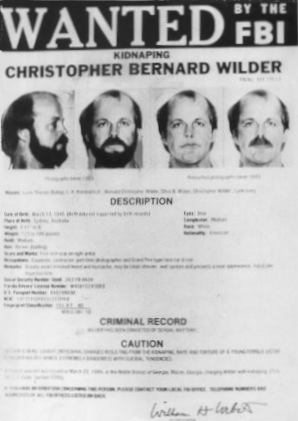
Póster del FBI para la búsqueda de Wilder.

El primer asesinato atribuido a Wilder fue el de Rosario González (20 años), una aspirante a modelo de origen cubano. Fue vista por última vez el 26 de febrero de 1984 en el Gran Premio de Miami, donde ella estaba empleada ofreciendo muestras de una compañía farmacéutica y donde Wilder estaba corriendo en la clase IMSA GTU en un Porsche 911.
En los primeros días de marzo de 1984, la profesora y antigua modelo Elizabeth Kenyon (23 años), finalista del certamen Miss Florida, visitó a sus padres, quienes vivían muy cerca de su residencia de Coral Gables (Florida). Les contó que ocasionalmente salía a cenar con algunos amigos, entre ellos uno que le había pedido matrimonio, aunque la diferencia de edad (él era mayor que ella) le impidió aceptar la propuesta. El padre de Elizabeth vio varios moretones en brazos y piernas de su hija la noche en que fue de visita. Días después, el 5 de marzo, la joven desapareció tras dejar su trabajo en un instituto. La policía no puso mucho interés en la desaparición de Elizabeth, pues era común que las chicas reportadas bajo esa circunstancia se fugaran sin avisar. El señor Kenyon sabía que su hija no haría una cosa así, por lo que contrató a un investigador privado. Al visitar a Christopher, éste dijo que llevaba más de un mes sin ver a Elizabeth. El investigador no se conformó con la versión, días después entrevistó a unos testigos a los que mostró una foto de Wilder, le reconocieron como el hombre que acompañaba a Elizabeth el día 5 de marzo.
La policía le consideró sospechoso dado su historial, por lo cual acudió a su vivienda, pero Wilder ya no se encontraba allí al haberse fugado. Kenyon no volvió a ser vista después del 5 de marzo. Los restos de Rosario González y Elizabeth Kenyon nunca fueron encontrados.
El 15 de marzo, Wilder se dio a la fuga después de sacar 50.000 dólares de sus cuentas. Su farra de asesinatos prosiguió en Satellite Beach (Florida), donde fue visto el 18 de marzo. Theresa Wait Ferguson, una aspirante a modelo de 21 años, desapareció en Merritt Island. Su cuerpo fue hallado en Haines City tres días después. Según las pruebas forenses, Wilder la asesinó. Su siguiente víctima fue Linda Grover, una mujer de 19 años a la que encontró en un centro comercial de Tallahassee; el 20 de marzo ella rechazó su ofrecimiento de posar para una agencia de modelos, por lo que entonces él la asaltó, maniató e introdujo en el maletero de su vehículo, conduciendo hasta Bainbridge (Georgia). Esa noche, en la habitación de un motel, la asaltó sexualmente, cerró sus ojos usando pegamento y la torturó aplicándole cables de cobre en los pies y haciendo pasar una corriente eléctrica a través de ellos. Cuando intentó escapar, él trató de matarla golpeándola. La joven se encerró en el cuarto de baño y comenzó a gritar. Los huéspedes y propietarios ignoraron los gritos pidiendo ayuda creyendo que se trataba de un caso de violencia doméstica, pero Wilder escapó en su vehículo llevándose las pertenencias de la mujer consigo. Entonces, ella salió del cuarto de baño para pedir ayuda.

### Texas, Oklahoma y Kansas
El siguiente día (21 de marzo), Wilder se encontraba en Beaumont (Texas), donde ofreció a Terry Walden (24 años), estudiante de enfermería en la Universidad de Lamar, posar como modelo. Ella rechazó posar y desapareció el 23 de marzo. Wilder transfirió sus placas de matrícula robadas a su Mercury Cougar y dispuso su cuerpo en un canal, donde fue localizado el 26 de marzo. Ese mismo día, el cuerpo de Suzanne Logan (20 años) fue localizado cerca de Junction City (Kansas). Ella había desaparecido de Oklahoma City el día anterior. Fue violada, torturada y apuñalada hasta morir; los forenses la identificaron usando registros dentales. En una conferencia ofrecida en Oklahoma City, un oficial del FBI afirmó que el secuestro de Logan presentaba similitudes con otros secuestros y asesinatos de mujeres ocurridos en distintos lugares del país, presuntamente cometidos por Christoper Bernard Wilder.

### Colorado, Utah, Nevada y California
Sheryl Bonaventura (18 años) fue capturada por Wilder en Colorado el 29 de marzo. Fueron vistos juntos comiendo en Silverton, donde contaron que se dirigían a Las Vegas. Bonaventura fue disparada y apuñalada hasta la muerte en Utah el 31 de marzo, aunque su cuerpo no se descubrió hasta el 5 de mayo. Wilder llegó a Las Vegas y asistió el 1 de abril al Vegas Fashion Show, como muestra una imagen publicada en un diario de Miami el 15 de junio de 1984. Wilder encontró en Las Vegas a Michelle Korfman, aspirante a modelo de 17 años que desapareció el 1 de abril y cuyo cuerpo se descubrió en California el 13 de mayo. En aquel momento (primera semana de abril), se le consideraba sospechoso en las desapariciones de Rosario González, Elizabeth Ann Kenyon, Sheryl Lynn Bonaventura y Michelle Korfman. También era sospechoso en las muertes de Teresa Wait Ferguson y Terry Diane Walden y estaba acusado del secuestro de otra mujer en Tallahassee.
El 4 de abril, Wilder fotografió en un centro comercial de Torrance (California), a una adolescente de 16 años llamada Tina Marie Risico, a la que después secuestró y condujo hasta El Centro, donde la asaltó. Wilder se sorprendió con su atípica reacción y la mantuvo con vida, creyendo que su carácter la hacía manejable y que podría serle de ayuda para atraer a otras posibles víctimas. Wilder había sido incluido en abril en la lista de los diez fugitivos más buscados por el FBI, podría haber aprovechado la cercanía de la frontera con México para salir de EE. UU., pero no lo hizo por alguna razón que nunca ha sido explicada, él y Risico se dirigieron al noreste. Wilder y Risico pasaron por Prescott (Arizona), Taos, (Nuevo México), Joplin (Misuri) y Chicago.

### Indiana y Nueva York
El 10 de abril, en un centro comercial de Merrillville (Indiana), Risico ayudó a Wilder a secuestrar a Dawnette Wilt, una adolescente de 16 años. Wilder le ofreció posar antes de amenazarla con su arma y obligarla a introducirse en su vehículo. Wilt fue violada varias veces mientras Risico conducía en dirección Nueva York. Los tres realizaron paradas en Akron, Ohio y Syracuse (Nueva York). El 12 de abril, Wilder llevó a Wilt al interior de un bosque cercano a Rochester y trato de asfixiarla y apuñalarla. Wilder la creyó muerta y la dejó allí, pero Wilt sobrevivió y contó al sheriff del Condado de Yates y al FBI que Wilder pretendía llegar a Canadá.
Wilder se valió de nuevo de Risico para secuestrar el 12 de abril a Elizabeth Dodge, una profesora de 33 años. El secuestro ocurrió en Victor (Nueva York), Wilder introdujo en su vehículo a Dodge y ordenó a Risico que les siguiera en el vehículo de la víctima. Tras un breve trayecto, Wilder mató de un disparo a Dodge y dispuso su cuerpo en un pozo. Dodge fue la última víctima mortal de Wilder y la de mayor edad. No fue agredida sexualmente, probablemente porque Wilder buscaba robar su vehículo. Se sospechaba en aquel momento que la adolescente desaparecida en California el 4 de abril se encontraba junto a Wilder. Dejaron el Mercury Cougar y condujeron en el Pontiac Trans-Am de Dodge hasta el Aeropuerto Logan en Boston, donde Wilder compró a Risico un ticket de ida para Los Ángeles, le dejó algún dinero y la dejó marchar, diciendo que quería morir solo. Risico volvió a Torrance, dijo ser la víctima desaparecida y se presentó ante la policía.

## Muerte
El 13 de abril, Wilder intentó secuestrar a Carol Hilbert, de 19 años, en Beverly (Massachusetts), pero ella consiguió escapar. La descripción del vehículo de Wilder se distribuyó a los agentes de las fuerzas policiales. 
Wilder se detuvo en la gasolinera Vic's Getty en la esquina de las calles Main y Bridge en Colebrook (condado de Coös, Nuevo Hampshire); Wilder llegó a la gasolinera con un Pontiac Firebird de 1982, robado a 
una de sus víctimas, Beth Dodge. El gasolinero, Wayne Delong, contó a la prensa que Wilder le preguntó como dirigirse a Canadá antes de que el tiroteo comenzara. Dos agentes de la policía del estado de Nuevo Hampshire, Leo Jellison y Wayne Fortier, encontraron a Wilder y trataron de arrestarle. El agente Jellison lo sujetó por detrás cuando Wilder fue a recoger del vehículo su arma, una Colt Python .357 Magnum. Durante el forcejeo, Wilder hizo dos disparos: el primero atravesó el tórax de Jellison, hiriéndolo de gravedad; la segunda bala también alcanzó a Wilder. Ambas balas le perforaron el corazón a Wilder y le provocaron la muerte. Jellison se recuperó tras una operación y pudo volver al servicio. Las autoridades consideraron la muerte de Wilder como accidental, aunque existieron dudas sobre si quiso suicidarse. Tras su muerte, las autoridades reconocieron la dificultad de encontrar a las víctimas desaparecidas.

## Víctimas
- Rosario Gonzales (20), desaparecida en Florida, sus restos nunca fueron encontrados.[10][27]
- Elizabeth Kenyon (23), desaparecida en Florida, sus restos nunca fueron encontrados.[10][28]
- Theresa Wait Ferguson (21), asesinada en Florida.[10]
- Linda Grover (19), secuestrada en Florida, superviviente.[10]
- Terry Diane Walden (23), asesinada en Texas.[10]
- Suzanne Wendy Logan (20), secuestrada en Oklahoma y asesinada en Kansas.[14]
- Sheryl Lynn Bonaventura (18), secuestrada en Colorado y asesinada en Utah.[29]
- Michelle Korfman (17), desaparecida en Nevada y asesinada en California.
- Tina Marie Risico (16), secuestrada en California, sobrevivió.
- Dawnette Wilt (16), secuestrada en Indiana, sobrevivió.
- Beth Dodge (33), asesinada en Nueva York.[18]
- Carol Hilbert (19), Wilder intentó secuestrarla en Massachusetts, sobrevivió.

## Posibles víctimas
- Wilder es considerado sospechoso en los asesinatos de Marianne Schmidt y Christine Sharrock en Wanda Beach, cerca de Sídney (Wanda Beach Murders), el 11 de enero de 1965.[30] La investigación de este caso se ha visto dificultada por la desaparición de muestras recogidas en el escenario del crimen.[31]

- Mary Opitz, de 17 años, desaparecida en Fort Myers (Florida) el 16 de enero de 1981.[32] Otra chica, con parecido físico, Mary Hare, desapareció el 11 de febrero de 1981 en el mismo aparcamiento donde Opitz fue vista con vida por última vez. El cuerpo descompuesto de Hare fue encontrado en junio de 1981; había sido apuñalada en la espalda. Las autoridades sospecharon que hubo juego sucio en el caso de la desaparición de Opitz después del hallazgo; el caso Opitz permanece sin resolver.[33]

- Durante 1982, los restos esqueletizados de dos mujeres sin identificar fueron desenterrados cerca de una propiedad de Wilder en Loxahatchee. Una de las víctimas llevaba muerta de uno a tres años, y en apariencia sus dedos habían sido cortados. La policía creyó que quien la matara buscaba no ser vinculado con el crimen si se identificaba el cuerpo. La otra mujer llevaba muerta varios meses.[34]

- Tammy Lynn Leppert, de 18 años, fue vista por última vez el 6 de julio de 1983, en Cocoa Beach (Florida), mientras mantenía una acalorada discusión con un compañero masculino. La familia de Leppert, una modelo que también tuvo pequeños papeles en el cine, demandó a Wilder por un millón de dólares tras la muerte de este, pero la demanda fue desestimada. La madre de Leppert, la agente de modelos Linda Curtis, después afirmaría que nunca creyó que Wilder estuviera implicado en la desaparición de Tammy. La policía nunca estableció una relación entre Wilder y Leppert, y solo podría ser una coincidencia que desapareciera al mismo tiempo que Wilder buscaba modelos en la zona. Él tenía un largo historial de crímenes sexuales, pero no comenzó su cadena de asesinatos hasta cerca de un año después de que ella desapareciera.[35]

- Shari Lynne Ball, una aspirante a modelo de 20 años, desapareció en octubre de 1983 de Boca Ratón (Florida). Su cuerpo en avanzado estado de descomposición fue encontrado por un cazador en Shelby (Nueva York) algún tiempo después, pero no fue identificado hasta 2014.[36] La causa de su muerte no pudo ser determinada, pero se sospecha que hubo juego sucio. Wilder es actualmente considerado como un implicado en su muerte, dado el "modus operandi", pero no hay evidencias que le vinculen con esta muerte.

- Una mujer joven sin identificar, conocida como Broward County Jane Doe, fue encontrada flotando en un canal el 18 de febrero de 1984 en Davie (Florida). Había sido estrangulada hasta morir dos días antes de ser descubierta.[37]

- Es posible que Colleen Orsborn (15 años), desaparecida el 15 de marzo de 1984 en Daytona Beach y que vivía a pocas calles del domicilio de Wilder, fuera otra de sus víctimas. Su cuerpo, después de ser hallado, no fue identificado hasta 2007.[38]

- El 7 de marzo de 1984, Melody Marie Gay, de 19 años, fue secuestrada mientras trabajaba en una tienda en Collier County (Florida); su cuerpo fue rescatado de un canal de riego tres días después. Debido a las similitudes entre el asesinato y los crímenes de Wilder, estos fueron conectados, pero Wilder ha sido descartado como sospechoso.[39]

## Wilder en los medios
La cadena de crímenes en un breve periodo de Wilder ha sido dramatizada en diversas producciones televisivas: 
- Easy Prey (1986) es una película hecha para la televisión, producida por la ABC y dirigida por Sandor Stern; se basa en el testimonio ofrecido por Tina Marie Risico, la víctima a la que Wilder mantuvo con vida y posteriormente liberó. La trama se focaliza en la relación entre Wilder y Risico, interpretados por Gerald McRaney y Shawnee Smith.[40]

- A Model Killer (un asesino de modelos), primer episodio de la segunda temporada de la serie sobre crímenes reales The FBI Files. Wilder era un piloto de carreras que emprendió la huida cuando fue relacionado con la desaparición de dos modelos. Secuestró a Dawnette Wilt en un centro comercial y la retuvo en un motel. Wilt sobrevivió y fue hospitalizada, reconociendo posteriormente a Wilder como el hombre que la había secuestrado.[41]

- The Kidnapping of Tina Risico, episodio de la serie FBI: The Untold Stories; se inicia cuando Wilder ya se encontraba entre los más buscados por el FBI; la carrera criminal a través del país de Wilder terminó con el secuestro y violación de Tina Risico, adolescente de 16 años de Torrance, CA.[42]